# Темирор
Темирор — река в России, протекает в Шамильском районе Республики Дагестан. Длина реки составляет 23 км. Площадь водосборного бассейна — 147 км².
Начинается на склоне хребта Кечода. От истока течёт на северо-восток до подножия хребта Квенцшмеэр, затем поворачивает на северо-запад. Протекает через сосново-берёзовый лес и сёла Сомода, Ругельда, Хонох, Мусрух, Урчух. Устье реки находится в 98 км по правому берегу реки Аварское Койсу.
Основные притоки — Коскишор, Гацитляр (оба — правые). 

## Данные водного реестра
По данным государственного водного реестра России относится к Западно-Каспийскому бассейновому округу, водохозяйственный участок реки — Сулак от истока до Чиркейского гидроузла. Речной бассейн реки — Терек.
Код объекта в государственном водном реестре — 07030000112109300000940.